# Mẹ của tất cả các cuộc diễu hành
Mẹ của tất cả các cuộc diễu hành (tiếng Tây Ban Nha: La madre de todas las marchas), cũng được biết tới như là Mẹ của tất cả các cuộc phản đối, là một ngày biểu tình được tổ chức vào ngày 19 tháng 4 năm 2017 tại Venezuela chống lại tổng thống Nicolas Maduro và chế độ chủ nghĩa Chávez. Các cuộc biểu tình bắt đầu sau khi Toà án Tối cao giải tán Quốc hội và tiếp nhận thẩm quyền lập pháp vào ngày 29 tháng 3 năm 2017 trong cái gọi là tự đảo chính.
Những người biểu tình đối lập ban đầu đi bộ một cách êm đềm cho tới khi lối đi của họ bị các nhà chức trách Venezuela ngăn chận, đưa tới một số vụ cướp bóc cửa hàng và các cuộc đụng độ xảy ra theo sau cuộc chạm trán. Vào cuối ngày đó, ba người Venezuela bị giết - hai người biểu tình và một người lính bảo vệ quốc gia - và hơn 500 người bị bắt.

## Bối cảnh
Sau cái chết của Tổng thống Hugo Chávez, Venezuela phải đối mặt với một cuộc khủng hoảng kinh tế xã hội trầm trọng trong suốt nhiệm kỳ của người kế nhiệm Nicolás Maduro, do chính sách của Chávez và sự tiếp tục chính sách này của Maduro  Các cuộc biểu tình ở Venezuela ban đầu bắt đầu vào tháng 2 năm 2014 khi hàng trăm ngàn người Venezuela phản đối vì mức độ cao của bạo lực hình sự, lạm phát và sự khan hiếm hàng hoá cơ bản do các chính sách được chính phủ Venezuela tạo ra . Các cuộc phản đối xảy ra suốt những năm tháng sau đó, với các cuộc biểu tình xảy ra ở các cường độ khác nhau tùy thuộc vào các cuộc khủng hoảng mà người dân Venezuela đang phải đối mặt vào thời điểm đó và mối đe dọa được cảm nhận là bị chính quyền đàn áp.
Số lượng các cuộc biểu tình đã giảm đi trong những tháng đầu năm 2017 cho đến cuộc khủng hoảng hiến pháp ở Venezuela năm 2017 xảy ra khi Toà án Tối cao về Công lý của Venezuela thân chính quyền đã cố gắng dành lấy thẩm quyền của Quốc hội do phe đối lập dẫn đầu và đã bãi nhiệm chế độ miễn trừ của đại biểu quốc hội, mặc dù những hành động này đã bị đảo ngược vài ngày sau đó, các cuộc biểu tình trở nên "hiếu chiến, dễ đưa tới bạo động nhất kể từ một làn sóng bất ổn vào năm 2014". Các cuộc biểu tình theo sau cuộc khủng hoảng vẫn tồn tại suốt 4 tuần trước khi có " Mẹ của tất cả các cuộc diễu hành", với ít nhất 5 người biểu tình đã bỏ mạng trong những tuần trước.
Vào ngày 14 tháng 4 năm 2017, phe đối lập chính thức tuyên bố kế hoạch tổ chức "cuộc diễu hành lớn và cuộc nói chuyện vĩ đại tại tất cả các bang vào ngày 19 tháng 4 để "tràn lấp" Caracas . Ngày hôm sau, Tổng thống Maduro tuyên bố rằng sẽ có hơn 2.000 điểm kiểm soát an ninh được thành lập ở Venezuela trước khi diễn ra cuộc mít tinh lớn vào ngày 19 tháng 4, với gần 200.000 nhà chức trách Venezuela được cho biết sẽ tham gia. Cơ quan tình báo của Venezuela, SEBIN, cũng được Tổng thống Maduro ra lệnh thực hiện các hành động pháp lý chống lại các cá nhân tuyên bố rằng họ đã bị chính quyền tra tấn.
President Nicolás Maduro
2 ngày trước cuộc diễu hành vào ngày 17 tháng 4, Tổng thống Maduro ra lệnh cho việc mở rộng lực lượng dân quân Quốc gia ở Venezuela liên quan đến 500.000 người Venezuela trung thành, nói rằng mỗi người sẽ được trang bị một khẩu súng trường và đòi hỏi ngăn ngừa một sự kiện tương tự như cuộc đảo chính năm 2002 của Venezuela. Diosdado Cabello, một quan chức cấp cao của PSUV trung thành với chính phủ Bolivaria, tuyên bố rằng 60.000 colectivos có động cơ và lực lượng dân quân quốc gia sẽ được rải ra khắp vùng Caracas vào ngày 19 tháng 4 "cho đến khi cần thiết" để ngăn cản cuộc diễu hành khổng lồ của phe đối lập, kêu gọi hành động của họ là "khủng bố".

## Cuộc biểu tình

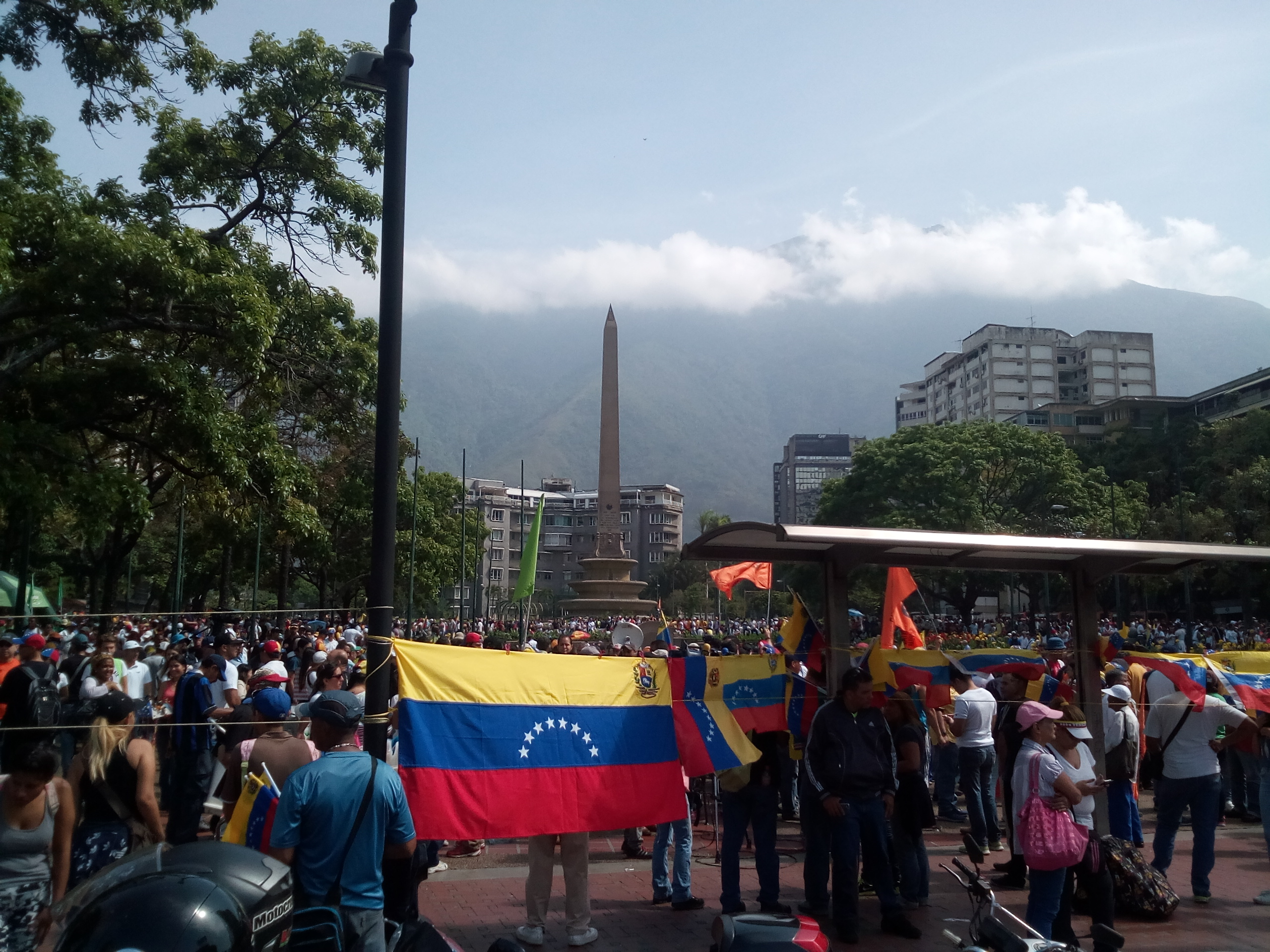
Altamira Square, một trong những điểm hẹn trong cuộc diễu hành vào ngày 19 tháng 4 năm 2017.

Cuộc diễu hành bắt đầu với những người biểu tình tụ tập mọi nơi trong nước vào khoảng 10 giờ 30 sáng, với Caracas có 26 tuyến đường khác nhau cho cuộc diễu hành chính để đi đến cơ quan kiểm tra để biểu tình. Khi cuộc diễu hành tiến triển qua Caracas, Cảnh sát Quốc gia bắt đầu chặn các tuyến đường và bắn hơi cay vào các cuộc diễu hành vào lúc 11:50 sáng, với những người biểu tình không chịu rời đi mặc dù đã bị ép buộc bằng vũ lực .

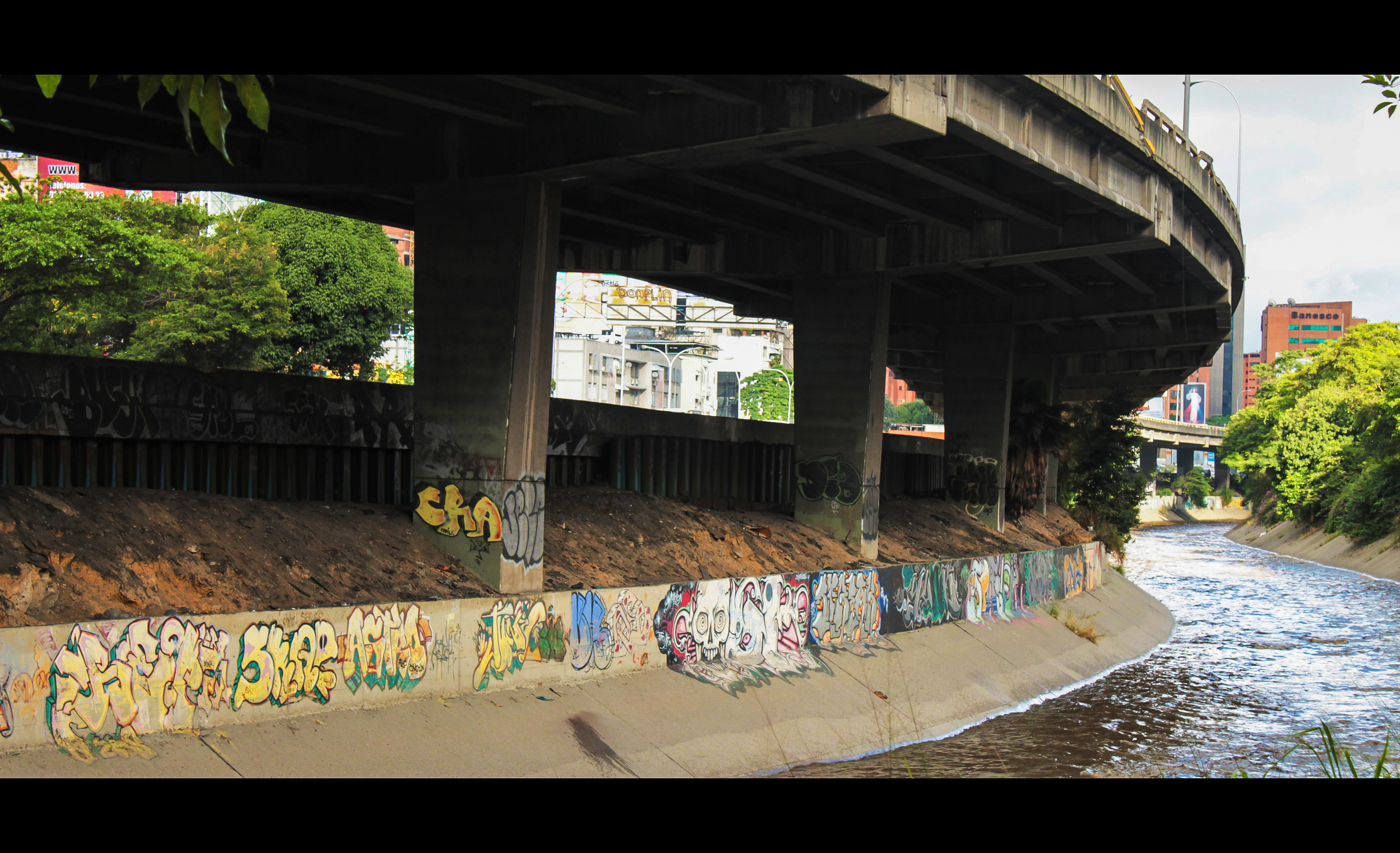
Sông Guaire ở Bello Monte, nơi những người bi j buộc phải băng qua sau hàng rào đạn hơi cay

Vào khoảng 12 giờ 30 chiều, các cuộc biểu tình của cả phe đối lập và những người ủng hộ chính phủ Venezuela lấp đầy những con đường của Caracas. Ngay sau 12:45 trưa, những người biểu tình trên đường cao tốc Francisco Fajardo gần Bello Monte bắt đầu chạy trốn khỏi khu vực sau khi bị các nhà chức trách bắn đạn hơi cay kéo dài hơn một giờ, và nhiều người lao vào sông Guaire, được dùng để xả nước thải, để tránh hơi cay. Gần 2 giờ 10 phút, một thiếu niên 17 tuổi bị bắn vào đầu và giết chết trong một cuộc biểu tình. Vào khoảng 4 giờ 35 chiều, nhóm bán quân sự của chính phủ gọi là colectivos bắn chết Paola Ramirez, một phụ nữ 23 tuổi đang biểu tình.
Sau đó vào buổi tối, một người lính bảo vệ quốc gia bị giết chết ở phía nam Caracas, người của chính quyền đầu tiên bị giết trong các cuộc biểu tình năm nay, với những cái chết của ngày hôm đó làm tăng số người chết trong các cuộc biểu tình năm 2017 lên tới ít nhất 8 người. Đến 9 giờ tối, Diễn đàn Tội phạm cho biết có 521 người Venezuela bị bắt trong ngày, đưa số lượng bắt giữ kể từ đầu năm lên hơn 1.000.

## Hậu quả
Sau các cuộc biểu tình, tổng thống Maduro trả lời tweet viết bởi một phóng viên thân chính quyền chế diễu những người biểu tình đối lập phải nhảy xuống sông Guaire chứa nước thải để trốn chạy hàng rào đạn hơi cay.
Ngày hôm sau 20 tháng 4, người Venezuela một lần nữa được kêu gọi xuống đường để phản đối một cách yên bình, với hàng ngàn người tham gia. Tuy nhiên, vào buổi tối sang ngày 21 tháng 4, bạo loạn đã bắt đầu xảy ra, với những kẻ cướp bóc từ các khu phố của tầng lớp lao động rình mò trên các đường phố của các quận khác nhau ở Caracas và va chạm với chính quyền Venezuela, báoThe New York Times nói rằng "sự cay đắng của người nghèo chống lại chính phủ "đã lên tới cực điểm trở thành bạo lực chống lại chính quyền. Các đường phố của Caracas bị đốt cháy và hơi cay tràn ngập bầu không khí, buộc một bệnh viện phụ sản phải di tản để tránh khói độc. Vào cuối đêm, ít nhất 12 người đã bị giết trong cuộc bạo loạn.
Ngày 21 tháng 4 trong tang lễ của Paola Ramírez, bố mẹ cô bị Cảnh sát điều tra hình sự đưa đi thẩm vấn theo sau dẫn giải của họ rằng cô đã gọi cho họ vài phút trước khi cô qua đời, nói rằng colectivos đã theo đuổi cô. Câu chuyện của họ tương phản với tuyên bố của Bộ trưởng Nội vụ Néstor Reverol, cho rằng một thành viên của một đảng đối lập đã giết chết Ramírez.

### "Phụ nữ chống tăng"
Hình ảnh của một phụ nữ lớn tuổi chặn một chiếc xe chống bạo loạn VN-4 được so sánh với hình ảnh của người đàn ông cản xe tăng trong cuộc biểu tình ở Quảng trường Thiên An Môn năm 1989 và trở thành biểu tượng cho cuộc biểu tình. Người phụ nữ nhìn thấy các chiếc xe chạy qua một hàng rào bảo vệ quốc gia và chặn đường của một trong những chiếc xe. Mặc dù cảnh sát quốc gia đã liệng một hộp hơi cay gần bà và đẩy bà đi bằng xe của họ, bà vẫn đứng cản không cho chiếc xe tiến tới. Người phụ nữ này sau đó bị bắt và hiện không được biết bà ta còn bị giam hay đã được thả ra.

## Phản ứng

### Quốc tế
- European Union – EU lên án bạo lực và kêu gọi "tất cả người Venezuela nên đoàn kết để làm dịu tình hình và tìm giải pháp dân chủ trong khuôn khổ hiến pháp".[47]
- Colombia – Tổng thống Juan Manuel Santos chia sẻ ý kiến trên phương tiện truyền thông xã hội, nói rằng "Tôi đã cảnh báo Chávez cách đây 6 năm rằng cuộc cách mạng Bolivar đã thất bại" và "có mối quan tâm nghiêm trọng" đối với kế hoạch mở rộng lực lượng Dân quân Quốc gia của Tổng thống Maduro.[48]
- Đức – Bộ Ngoại giao Đức bày tỏ lòng thương tiếc về ba cái chết trong cuộc biểu tình, lên án bạo lực và tuyên bố rằng Tổng thống Maduro phải thả tù nhân chính trị, công nhận Quốc hội và thiết lập một lịch trình bầu cử, nói rằng những động thái này "sẽ đặt ra các điều kiện để nối lại cuộc đối thoại quốc gia".[49]
- Peru – Tổng thống Pedro Pablo Kuczynski tuyên bố: "Chúng tôi không muốn can thiệp vào tình huống của một nước anh em khác, nhưng không nên có tù nhân chính trị hoặc người tử vong trong các cuộc biểu tình... chúng tôi sẽ giúp đỡ bạn nếu bạn cần nó. Chúng tôi tất cả đang ở bên cạnh bạn".[50]